# Marshall Thompson
Marshall Thompson (Peoria, Illinois, USA, 1925. november 27. – Royal Oak, Michigan, 1992. május 18.) amerikai film- és televíziós színész, filmrendező és forgatókönyvíró. Magyarországon is jól ismert szerepe Dr. Marsh Tracy állatorvos, az 1966–1969 között forgatott Daktari c. ifjúsági tévésorozat főszereplője.

## Élete

### Származása, családja
Az Illinois állambeli Peoriában született. Apja Dr. Laurence B. Thompson volt. Marshall egyéves korában szüleivel együtt Kaliforniába költözött. A Los Angeles-i University High School középiskolába járt, itt Norma Jean Baker, akésőbbi Marilyn Monroe osztálytársa volt. Beiratkozott a Los Angeles-i Occidental College egyetemre. Fogorvosnak készült, menet közben átváltott a teológiára.

### Színészi pályája
1943-ban a közvetlen modorú srác elszegődött a Universal Pictures-höz. Tizenéves karaktereket, afféle „jóarcú vidéki fiúkat” játszott a Universal játékfilmjeiben. Első apró filmszerepét, egy cserkész őrsvezetőt 1944-ben játszotta a Henry Aldrich, Boy Scout című ifjúsági filmben. A Reckless Age-ben a vele egyidős Gloria Jean énekesnővel játszott együtt. 1946-ban átment az MGM-hez. Ismertsége nőtt, egyre komolyabb szerepeket kapott. 1945-ben szerepelt Az óra című romantikus filmben, és főszerepet kapott az MGM első színes játékfilmjében, a Gallant Bess című családi filmdrámában. 1949-ben fajsúlyos szerepet vitt William A. Wellmans Csatatér című háborús filmjében, amely az 1944-es ardenneki offenzíváról szól. 1958-ban két hidegháborús science-fiction horrorban játszotta a pozitív főszereplőt, a Fiend Without a Face-ben és az It! The Terror from Beyond Space-ben.

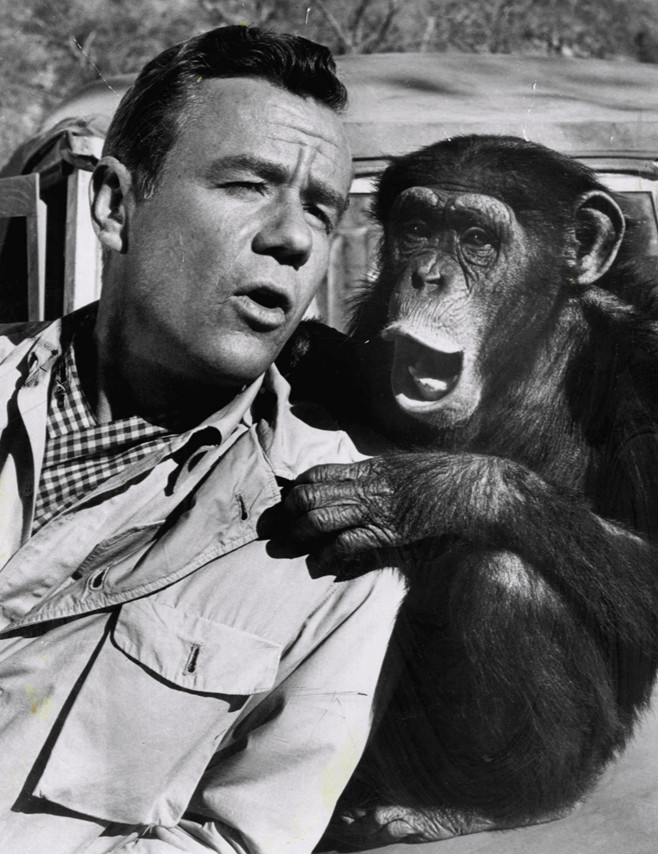
„Daktari” Thompson és Judy, a csimpánz (1966)

Az 1960-as években szerencsét próbált filmrendezőként és forgatókönyvíróként is. 1964-ben megrendezte az A Yank in Viet-Nam című háborús filmet, melyben a főszerepet is maga játszotta. 1965-ben közreműködött a Clarence, a kancsal oroszlán (Clarence, the Cross-Eyed Lion) című vígjáték forgatókönyvének megírásában. Ő játszotta a főszereplőt, Dr. Marsh Tracy állatorvost is. Ez a film lett a bevezető, kedvcsináló a Daktari című ifjúsági tévésorozathoz, amelyet 1966–1969 között forgattak. Thompson játszotta az összes (89 db) egyórás epizód főszerepét, Dr. Marsh Tracy állatorvost, aki egy állatmentő és állatvédő központot vezet Kenyában. (A „daktari” szó a „doktor”-nak a szuahéli nyelvbe átkerült változata). Asszisztenseit Cheryl Miller és Hari Rhodes játszották. A sorozatban feltűnt még Clarence, az előző film kancsal oroszlánja, és egy Judy nevű csimpánz is. A Daktari világhírt hozott Thompsonnak, a népszerű sorozatot az 1970-es évek elején sok millió néző látta világszerte. A Magyar Televízió is sugározta.
1969-1971 között Marshall volt a házigazdája és narrátora a Gerald Durrell közreműködésével készített Jambo című 18 részes sorozatnak, amelynek címszereplője Durrell Jambo nevű csimpánza volt.
Későbbi pályája során Thompson televíziós sorozatokban (Charlie angyalai, San Francisco utcáin, stb.) és különböző témájú mozifilmekben játszott. Magyar mozikban is látható volt a Herbert Ross által rendezett 1977-es Fordulópont, ahol Thompson Anne Bancroft és Shirley MacLaine mellett játszott, és John G. Avildsen 1980-as című bűnügyi thrillere, A képlet, amely titkos náci tudományos eredmények megszerzéséért zajló ügynökháborúról szól, George C. Scott és Marlon Brando főszerepével. Az 1980-as években Thompson megjelent a Gyilkos sorok c. krimisorozatban és a Dallas: Ahogy kezdődött c. tévéfilmben.
Élete végéig dolgozott. Utolsó mellékszerepét az 1991-es McBain című politikai akciófilmben játszotta, Christopher Walken mellett. 1992. május 18-án hunyt el, 66 éves korában, szívelégtelenség következtében.

### Magánélete
Ifjú pályakezdő korában romantikus viszony fűzte Elizabeth Taylorhoz. Ennek elmúltával 1948-ban feleségül vette Barbara Long  (1925−2009) színésznőt, Richard Long (1927–1974) színész húgát, aki Thompson haláláig vele maradt. Egy Janet nevű leányuk született.

## Fontosabb filmszerepei
- 1991: McBain, tévésorozat; Mr. Rich
- 1989: Gyilkos sorok (Murder, She Wrote), tévésorozat; The Error of Her Ways c. rész, Ward Silloway
- 1986: Dallas: Ahogy kezdődött (Dallas: The Early Years); tévéfilm; Dr. Ted Johnson
- 1982: Fehér dög (White Dog); igazgató
- 1980: A képlet (The Formula), első geológus
- 1980: Lou Grant, tévésorozat; Paul Newman
- 1977: Fordulópont (The Turning Point); Carter
- 1977: Charlie angyalai (Charlie’s Angels), tévésorozat; Meadows
- 1973: San Francisco utcáin (The Streets of San Francisco), tévésorozat; Carey atya
- 1972–1973 George, tévésorozat; 26 epizódban; Jim Hunter
- 1972: George; Jim Paulsen
- 1971: The Partridge Family, tévésorozat; Dr. Milstead
- 1969–1971: Jambo, tévésorozat; 18 epizódban; önmaga (narrátor, házigazda)
- 1966–1969: Daktari, tévésorozat; 89 epizódban; Dr. Marsh Tracy
- 1965: Clarence, a kancsal oroszlán (Clarence, the Cross-Eyed Lion); Dr. Marsh Tracy
- 1965: Zebra in the Kitchen; borotválkozó férfi
- 1964: The Mighty Jungle; Marsh Connors
- 1964: Death Valley Days; tévésorozat; Ben Dowell
- 1964: A Yank in Viet-Nam; Benson őrnagy
- 1960–1961: Angel, tévésorozat; 33 epizódban; Johnny Smith
- 1960: Perry Mason; tévésorozat; Arthur Poe
- 1959: World of Giants, tévésorozat; 7 epizódban; Mel Hunter
- 1959: First Man Into Space; Charles Ernest Prescott parancsnok
- 1958: It! The Terror from Beyond Space; Edward Carruthers ezredes
- 1958: Fiend Without a Face; Cummings őrnagy
- 1957: La grande caccia; Marsh Connors
- 1957: Panic!; tévésorozat; Dr. James Bennett
- 1957: Lure of the Swamp; Simon Lewt
- 1955–1956: Science Fiction Theatre, tévésorozat, 7 epizódban; több szerepben
- 1955: A pokolba és vissza (To Hell and Back); Johnson
- 1955: The Whistler, tévésorozat; David Martin / Martin Heath
- 1955: The Promise, tévéfilm; Püthiász
- 1955: The Courtship of George Washington and Martha Custiss, tévéfilm; George Washington
- 1953: Kutyaütő golfütők (The Caddy); Bruce Reeber
- 1951: A magas célpont (The Tall Target); Lance Beaufort
- 1950: Ördögszoros (Devil’s Doorway); Rod MacDougall
- 1949: Csatatér (Battleground); Jim Layton
- 1948: Hazatérés (Homecoming); „Mac” McKeen törzsőrmester
- 1946: Gallant Bess; Tex Barton
- 1945: Felhasználhatóak voltak (They Were Expendable); „Snake” Gardner közkatona
- 1945: Az óra (The Clock); Bill
- 1944: Reckless Age; Roy Connors
- 1944: Henry Aldrich, Boy Scout; cserkész őrsvezető (név nélkül)